# Helligkilde
En helligkilde er en kilde, hvis vand folketroen antog havde helbredende virkning, når man drak det eller badede i det.

## Folketro
Troen på helligkilder går tilbage til hedensk tid i både Grækenland og Italien, og i Norden er kildedyrkelse kendt i hvert fald siden bronzealderen. Under kristendommen blev kilderne indviet, som regel til bestemte helgener - i Holbæk Amt fandt man Skt. Laurentii Kilde, Skt. Lauritz, Skt. Søren ved Holmstrup Kirke syd for Jyderup, Skt. Johannes, Skt. Paul, Skt. Gunnild og Skt. Karen. Der fandtes helligkilder i næsten alle sogne i Danmark, men nogle regnedes for kraftigere end andre; især hvis kilden sprang på en gold skrænt, men ved sit væld fik græsset til at vokse frodigt i sine nærmeste omgivelser. Flere kilder kan være regnet for hellige, fordi de lå i nærheden af et hov, som senere er blevet til en kirke. Mange af de gamle landsbykirker ligger på det hedenske helligsted, og der lå ofte en offerkilde.
Der var også bestemte tidspunkter, hvor kraften ansås for stærkest, ofte sankthansaften (23. juni) eller på den lokale helgens navnedag. Kildebesøg valborgsaften (30. april) kendes i Danmark kun fra jyske egne, især egnen mellem Århus og Randers. (Valborgs- og sankthansaften falder sammen med ældgamle, hedenske forårs- og midsommerfester). Omkring dem udviklede den store tilstrømning af mennesker sig til regulære kildemarkeder, der blev en fast tradition.
Fra en del kilder kendes kildepyntning, der med baggrund i hedensk skik bestod i, at man sankthansaften rensede kilden og udsmykkede den med grønne grene eller opførte en særlig kildehytte af løv. Indtagelse og afhentning af vand fra helligkilden var i lighed med de tilbagevendende festligheder forbundet med særlige traditioner og skikke. Blandt andet var det udbredt at bringe et offer ved at kaste en mønt i kilden. Det var almindelig tro, at man ved kildebesøget skulle benytte en ny, ubrugt potte til at øse vandet af kilden med. Når det var besørget, kastede man potten på jorden i eller tæt ved kilden; helst skulle den gå itu. Derfor lå der læssevis af potteskår omkring kilderne, og pottemagerne havde rivende afsætning ved kildemarkederne. I Holmbæk Amt var Hjembæk og Holmstrup meget ansete kildemarkeder, og deltagere og handelsfolk kom langvejs fra. Især øjensygdomme blev ofte helbredt ved vask i en hellig kilde.

## Efter reformationen
Ved reformationens indførelse i 1537 begyndte en vanskelig tid for de hellige kilder, da kildebesøg ansås for "papistisk afguderi"; men lige fra kongen til den fattigste almue fortsatte man ufortrødent med at besøge kilderne. De praktiske lutheranske præster fik opsat en kildeblok ved mange af kilderne, hvori besøgende kunne lægge penge, som kom sognets fattige til gode.
Skt. Laurentii Kilde i haven bag præstegården i Ulstrup trak førhen mange syge til Røsnæs. I 1847 blev den malet af J.Th. Lundbye.
Jomfruens Kilde i Mørkøv Sogn i Tuse Herred beskrives i 1926 som en stensat brønd ca. 8 m nord for vejen mellem Kildegård og Tvede. I 1910 var den helt overgroet. Sagnet sagde, at kilden sprang frem på en adelig jomfrus grav. Hun var blevet myrdet, og det rødlige mos, der voksede på graven, var farvet af hendes blod. Frem til 1850 stod der et trækors på vejskråningen til minde om drabet.
Helenekilden ved Tisvilde i Nordsjælland har navn efter en hellig svensk kvinde, der blev dræbt og kastet i havet. Hun drev i land på Sjælland, hvor hun blev båret i land, og en kilde sprang frem, hvor hun blev lagt.
En anden Helenekilde ligger i Hammer Bakker i det sydlige Vendsyssel.
Skt. Karens Kilde findes imellem Nykøbing Sjælland og Egebjerg i Kildehusene ud for Annebjerggårds Skov mellem landevejen og Isefjorden. I 1912 var kilden en stensat brønd.
Skt. Folmers kilde ved Alslev er opkaldt efter en ukendt dansk helgen, som blev fejret 20. juli. Ved den årlige fest bragte man gaver og penge. Kildevandet hjalp mod hidsighed, indre hævelser og dårlige øjne; men da en bonde engang stjal pengene, tabte kilden sin kraft.
Hellig Kors kilde eller Korskilden ved Kongsdal i Enghaven nær Kildegården på Ulkestrup Mark er nu en brønd, men et sagn fra 1664 fortalte, at en svagsynet, adelig jomfru i drømme så en skøn yngling, der bad hende om at opsøge kilden og vaske sig i dens vand; så ville hun blive helbredt. Sådan gik det også, og til minde herom blev tre jernkors sat op ved kilden. Mange år senere ville en abbed fra Antvorskov Kloster have korsene flyttet til en klosterkirke. Hans tjenere turde ikke røre dem, så det måtte han selv, men han brækkede halsen i forsøget. Tjenerne rev så korsene op og flyttede dem til en kirke; men almuen fortsatte med at bruge stedet til gudstjeneste. Et andet sagn knytter Christian 4. til korsene. Da han som ung var på besøg hos Frederik Reedtz på Tygestrup, hørte han om korsene, der ikke kunne flyttes. Kongen rettede et slag med sit sværd mod det ene kors; men sværdet, der ellers havde tilhørt de fire foregående konger, sprang itu. Christian 4. blev vred og fik korsene væltet; men dagen efter stod de alle på plads igen. Dette sidste sagn glemmer, at korsene angiveligt skulle være flyttet til en kirke. I Resens danske atlas står der, at en spotter vaskede sin hests syge øje i Korskilden. Hestens syge øje blev helbredt, mens det andet øje blev blindt. I 1664 blev der holdt kirkemarked 23. oktober på Skt. Sørens dag. I 1838 var der kildemarked til sankthans, og i 1907 var mange mødt frem til Undløse kildemarked. Det var til Korskilden, at Valdemar Rørdam skrev:
Mellem præstelundens popler
under svaleurt og nælder
høres, underlig beklemt,
lyden af et vand, der bobler,
af et væld, der halvkvalt vælder
evigt – bedrøvet – gemt og glemt.

Skt. Sørens kilde og dens mindesten over helgenen ligger i dag fredeligt lige ved Holmstrup Kirke i Holmstrup Sogn i Skippinge Herred. Kilden sagdes at være opstået, da en munk fra Antvorskov Kloster på hjemrejse fra det hellige land faldt i søvn på marken af træthed og tørst. Da han vågnede, sprang kilden frem og var måske årsag til, at Holmstrup Kirke blev rejst lige ved i 1492 (måske det sidste danske kirkebyggeri før reformationen). Ved Skt. Sørens Kilde var der fire årlige kildemarkeder, hvoraf to blev holdt 23. juni og 23. oktober. Da gik det vildt for sig med "stor synd med overflødig drik og anden uskikkelighed". 10. oktober 1552 skrev Christian 3. derfor til stiftslensmand Hans Barnekow, at han skulle tage til Holmstrup og hente ud af kirken, hvad han fandt af billeder og andet afguderi, som folk bad bønner og ofrede gæs, lam og høns til. I 1568 blev Skt. Sørens kildemarked flyttet til Kalundborg. I Holmstrup Kirke sagdes der at opbevares nogle af Skt. Sørens relikvier, deriblandt et led af en af hans fingre, som fik Peder Palladius til at skælde ud over "døde Søffren i Holmstrop". Disse relikvier mentes dog at være stjålet fra kirken af en from katolik. Om kildemarkedet oplystes, at Skt. Sørens marked holdtes i "Callundborg i October Maaned". I 1848 var der stadig godt vand i Skt. Sørens Kilde; men man mente, den havde tabt sin helbredelseskraft, efter at en mand vaskede sin hests dårlige øje i kilden, så det blev helbredt. 
Ilse Made kilde (eller Ilsemade helligkilde) på stranden ved Vesterløkken (Samsø) er speciel på den måde, at den udspringer i en brønd nær vandkanten. Brønden er lavet af en udhulet egestamme, som er næsten 3.000 år gammel. Det hævdes, at kilden er mest kraftfuld på Valborgsaften, den 30. april.
I 1976-83 blev de danske helligkilder kortlagt af forfatteren Siegfred Svane (1908-92), der ved selvsyn lokaliserede i alt 720 og i mange tilfælde også tog vandprøver, der dog ikke afslørede noget usædvanligt ved vandkvaliteten.
I 2000-tallet er Svaneke det eneste sted i Danmark, hvor man kan se en kildefest; den holdes hvert år til sankthans. Den oprindelige kilde i Svaneke lå neden for klippevæggen ved Vigehavn; men efter stormfloden i 1872 forsvandt den, hvorefter svanekeboerne lavede en kunstig kilde i form af en træbalje, som blev gravet ned i gruset. På Bornholm var der flere helligkilder. De bedst kendte er i dag Koldekilde ved Christianshøj i Almindingen og kilden ved Helligdomsklipperne ved Rø, genskabt i forbindelse med Kunstmuseet.

## Eksterne kilder
- 100 danske Helligkilder og deres historie i korte træk af Siegfred Svane, Lademann, 1979. ISBN 87-15-07395-5